# Cleome laburnifolia
Cleome laburnifolia là một loài thực vật có hoa trong họ Màng màng. Loài này được Roessler mô tả khoa học đầu tiên năm 1960.